# St.-Secundus-Kirche (Schwei)

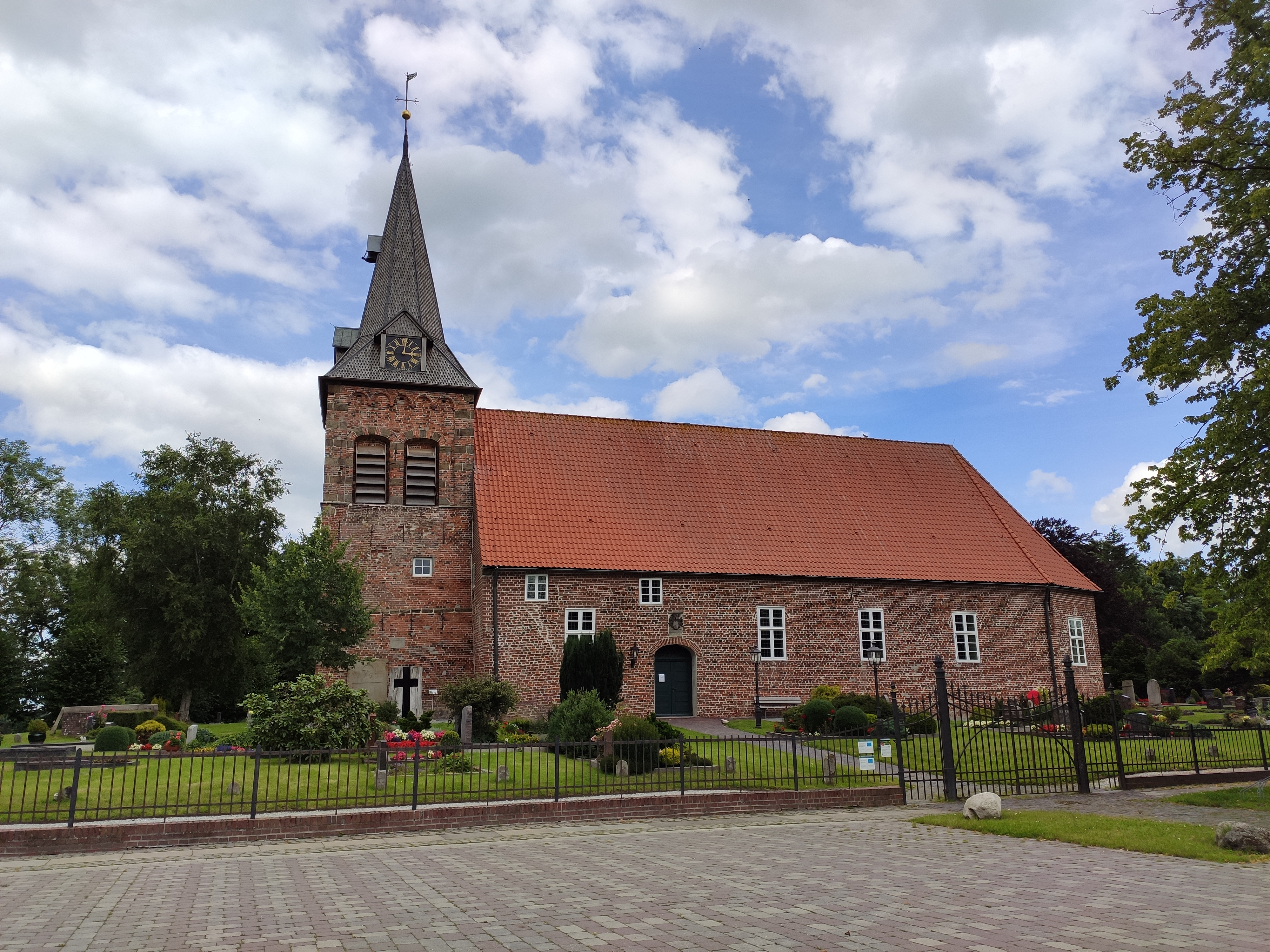
Die Kirche vom Vorplatz gesehen.

Die evangelisch-lutherische Kirche St. Secundus ist ein Kirchengebäude in Schwei, Gemeinde Stadland, Landkreis Wesermarsch.

## Patrozinium
Der Hl. Secundus von Asti war ein frühchristlicher Märtyrer, der im heutigen Piemont lebte und im Jahr 109 hingerichtet worden war. Nördlich der Alpen wurde er nur an wenigen Orten verehrt, doch besaß der Bremer Dom Reliquien dieses Heiligen. Teile dieser Reliquien dürften von dort der im Bremer Bistum gelegenen, zu unbekannter Zeit in Schwei gegründeten Kapelle, einem Vorgängerbau der heutigen Kirche,  geschenkt worden sein. In der Reformation wurde, wie bei vielen anderen Kirchen der lutherisch gewordenen Grafschaft Oldenburg-Delmenhorst auch, das Patrozinium übernommen.

## Baugeschichte
Das Gotteshaus ist eine 1615 erbaute Saalkirche aus Backstein, die im Osten polygonal schließt und der im Westen 1617 ein schlichter Glockenturm angefügt wurde. 1665 wurde das Schiff erhöht, um Emporen einbauen zu können. Zwei Wappensteine verweisen auf Oldenburger Landesherren: Graf Anton Günther und Christian V. von Dänemark (1695). Die heutige Form der Fenster geht auf eine Veränderung von 1819 zurück. Bekannt ist die Kirche durch mehrere Schnitzwerke Ludwig Münstermanns.

## Inneres

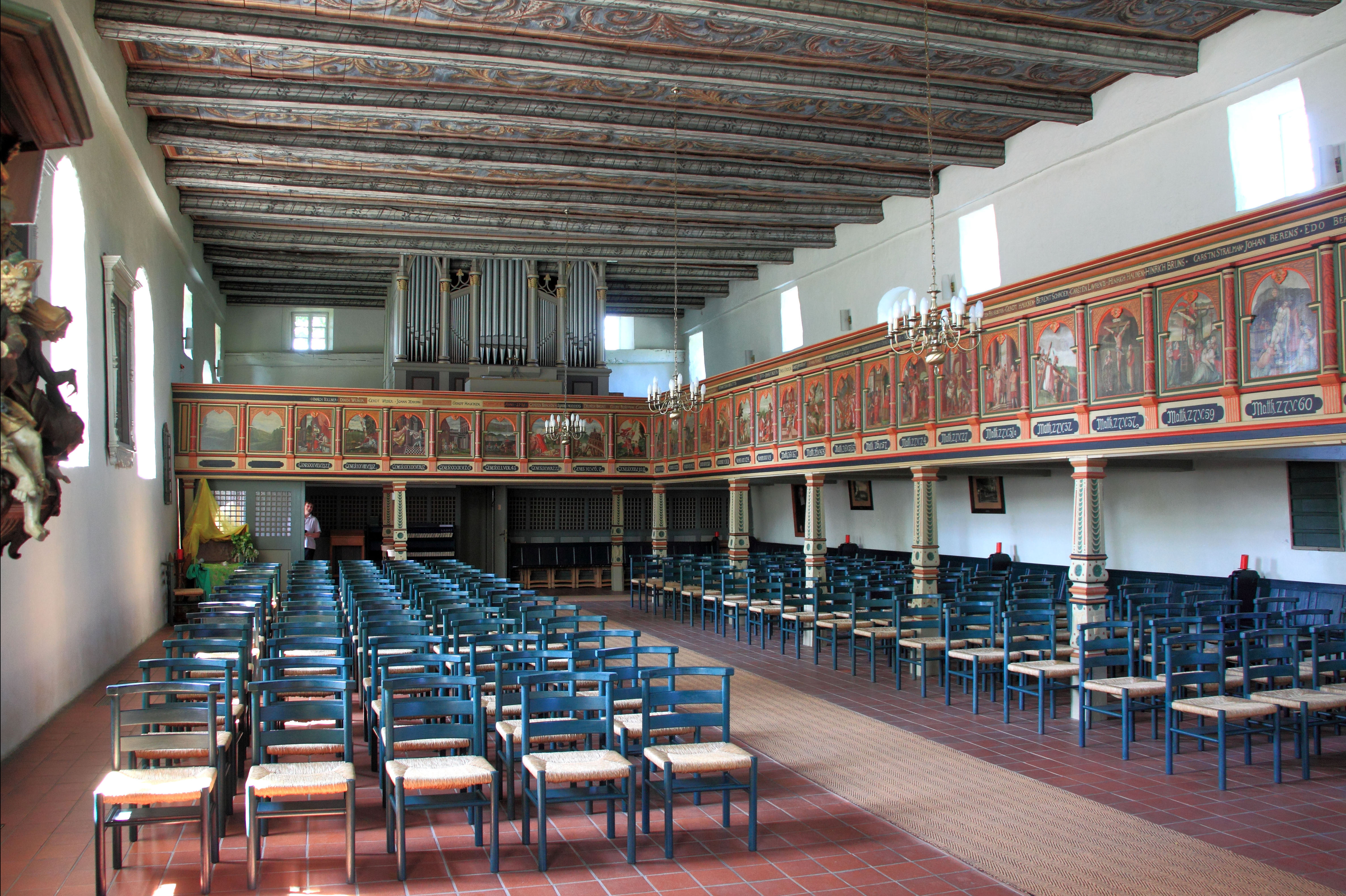
Blick zur Orgel

Die hölzerne Flachdecke wurde nach 1665, wohl um 1700, mit Akanthusranken bemalt. Die Brüstungen der Emporen im Norden und Westen, 1972 unter Verwendung der alten Bauteile neu zusammengestellt, zeigen 27 um 1665 gemalte, detailreiche Bibelszenen. Gerhard von Blo malte sie nach Kupferstichen von Zacharias Dolendo, der Zeichnungen von Karel van Mander kopiert hatte.
Bedeutender sind die Ausstattungsstücke des Ludwig Münstermann und seiner Werkstatt.
Der 1635 in Auftrag gegebene, 1638 datierte Altaraufsatz ist nur in Teilen original erhalten. Moses und Johannes der Täufer tragen einen (später veränderten oder erneuerten) Baldachin und bilden so einen Rahmen über den drei Szenen der Predella mit Verkündigung, Anbetung der Hirten und Beschneidung. Das Mittelbild, eine (ähnlich wie in Rodenkirchen) als Bühnenraum inszenierte Abendmahlsdarstellung, wurde 1856 entfernt und ist heute durch ein gemaltes Bild ersetzt. Reste der Schnitzerei befinden sich im Landesmuseum Oldenburg. Ludwig Münstermann starb wohl schon vor der Fertigstellung des Altars, der überwiegend der Hand seines Sohnes Johann zugeschrieben wird.

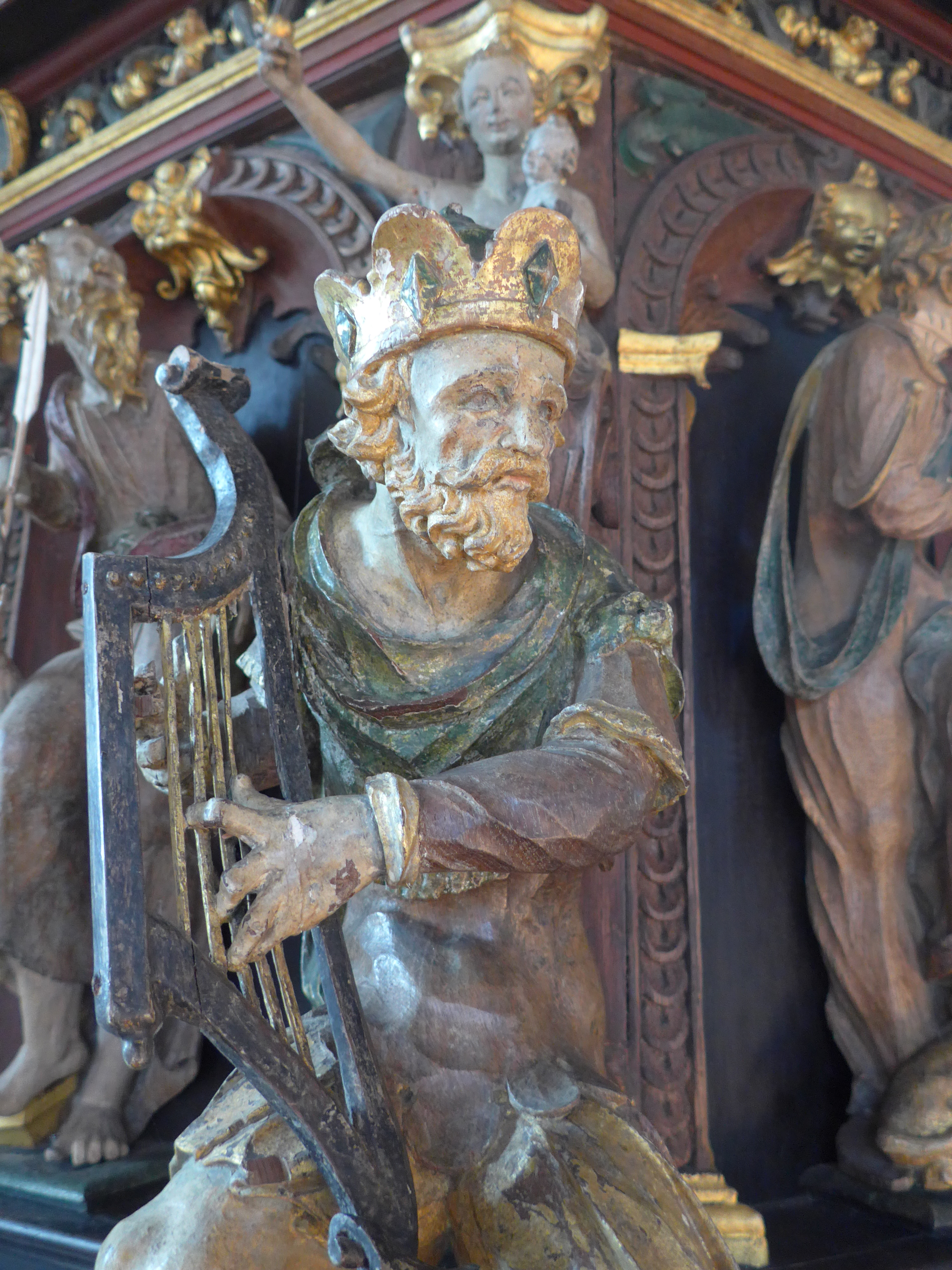
L. Münstermann: Der Harfe spielende König David am Kanzelkorb, 1618

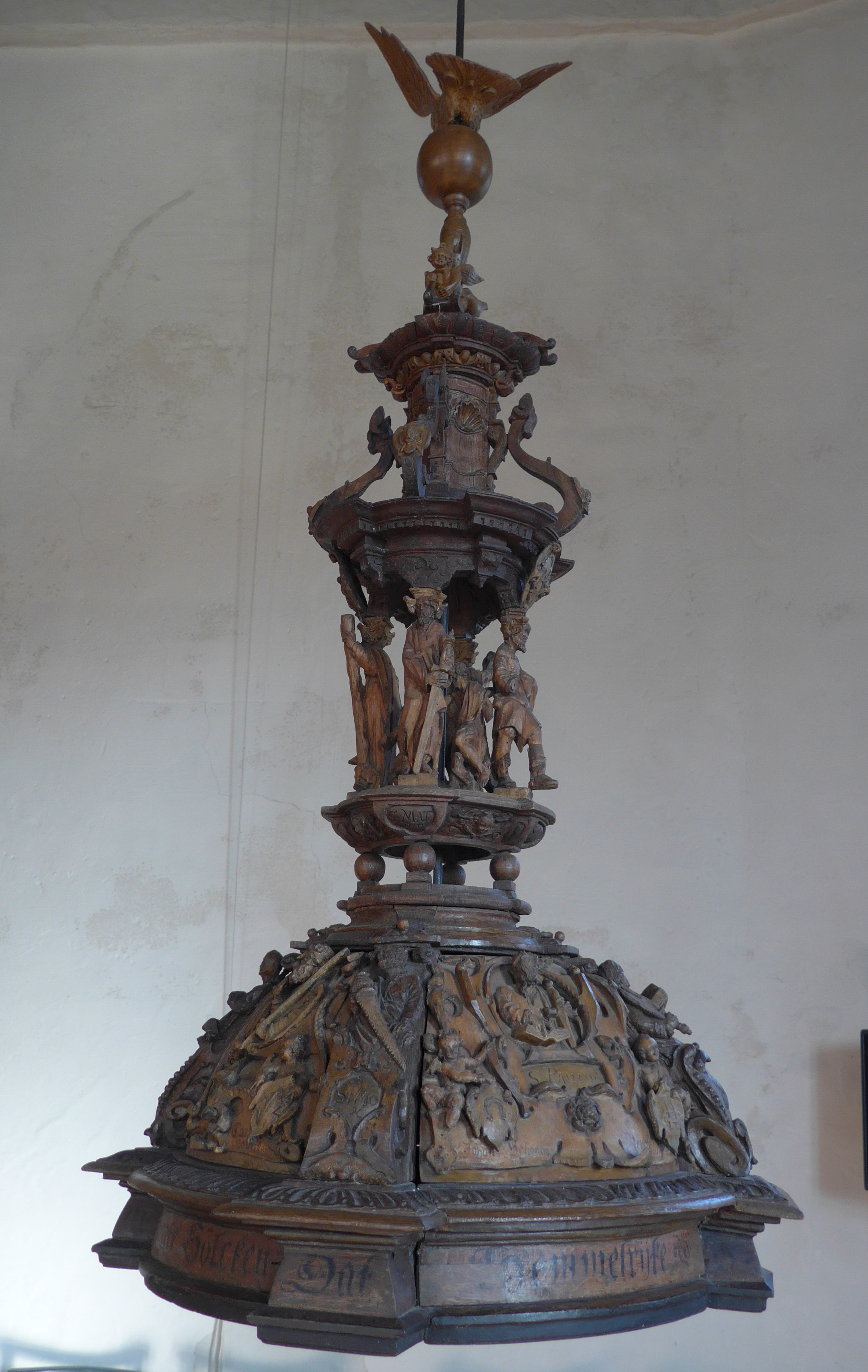
L. Münstermann: Taufbeckendeckel, 1623

Von besonderem Variationsreichtum und plastischer Qualität sind die manieristisch bewegten Figuren der Kanzel. Moses als Vertreter des Alten Bundes trägt auf seinem Kopf in bewegter Sitzhaltung den Kanzelkorb. Auf dessen sechs Seiten verteilen sich, teils als Nischenfiguren, teils auf dem unteren Sims sitzend, Christus als Salvator mundi, die vier Evangelisten, König David mit seiner Harfe und König Salomo in gestenreicher Bewegung. Die Eckpfosten des Kanzelkorbs sind mit Halbfiguren christlicher Tugenden besetzt: Glaube, Hoffnung und Liebe, Weisheit und Sanftmut. Der Schalldeckel ist mit der Taube des Hl. Geistes, der Pelikan-Allegorie und Vanitassymbolen geschmückt. Archivalische Quellen und restauratorische Befunde belegen, dass die 1618 errichtete Kanzel zunächst 20 Jahre lang ungefasst geblieben war. Im Gegensatz zu manchmal wenig zuverlässigen Übermalungen anderer Werke Münstermanns hat hier eine vorbildliche Restaurierung ein authentisches Bild von der originalen Farb- und Oberflächenbeschaffenheit des Zustandes von 1637 gegeben.
Der pokalförmige Taufstein von 1575 besteht aus einem achteckigen Schaft und einer mit Akanthus verzierten Kuppa. Eine Inschrift zitiert die Bibelstelle Joh. 3,3: Wer nicht aus Wasser und Geist von Neuem geboren wird, kann nicht eingehen in das Reich Gottes sowie die Namen von Pastor und Kirchgeschworenen.
Auf diese Rundform antwortet der Taufbeckendeckel, den Ludwig Münstermann 1623 schnitzte. Er hängt frei von der Decke herab, um nach Bedarf angehoben oder abgesenkt zu werden. Auf seiner kuppelförmigen Kalotte finden vier Apostel auf den felderteilenden Spangen Platz, vier als Halbfiguren in den namentlich bezeichneten Kartuschen neben acht Schilden mit Hausmarken der Stifter. In dem diese Kuppel bekrönenden, mehrgeschossigen Aufbau wird die Apostelreihe mit vier Freifiguren komplettiert, die wie Karyatiden die nächste Ebene der Bekrönung tragen. In der Mitte zwischen ihnen ist die Gruppe der Taufe Christi durch Johannes den Täufer zu erkennen.
Die letzte Restaurierung von 1998 konnte zwar einige Verluste und Ergänzungen im Figürlichen nicht rückgängig machen, gibt aber einen guten Eindruck von der ursprünglichen Oberfläche mit ihren Lasuren, durch welche die beabsichtigten Unterschiede in der Tönung von Linden- und Eichenpartien sichtbar gemacht wurden. Eine Bemalung von 1637 wurde nicht rekonstruiert, weil entsprechende Befunde zu gering waren.
Eine vergitterte Prieche an der Chornordwand diente im 18. Jahrhundert als Beichtstuhl. Die Bekrönung (Cronament) mit den Wappen Anton Günthers und seiner Frau Sophia Catharina stammen jedoch wohl von einer verloren gegangenen Chorschranke mit Kanzeltür, bald nach 1634.
Die heutige Orgel mit ihrem neugotischen Gehäuse von 1869 ersetzte verschiedene Vorgänger, unter anderem auch von Arp Schnitger. Die letzte Renovierung von 2012 stellte den romantischen Klang der Entstehungszeit wieder her.